# Erigone praecursa
Erigone praecursa Chamberlin & Ivie, 1939 è un ragno appartenente alla famiglia Linyphiidae.

## Distribuzione
La specie è stata rinvenuta negli Stati Uniti

## Tassonomia
È stato osservato solamente l'olotipo di questa specie nel 1939
Attualmente, a maggio 2014, non sono note sottospecie